# 王强华
王强华是南京大学教授，主要研究领域为强关联电子系统的超导机理与物理性质等。中华人民共和国教育部第七批“长江学者”特聘教授。

## 生平
1985至1993年先后获得南京大学理学学士、博士学位；1995至1997年在香港大学从事博士后研究；2000至2002年在加州大学伯克利分校做访问研究。1993年起在南京大学任教。

## 荣誉
- 2003年度中国国家杰出青年科学基金获得者[3]。
- 2006年，获中国教育部长江学者特聘教授[1]。